# Tomislav Radić
Tomislav Radić (Zagreb, 8 de desembre de 1940 - 7 de març de 2015) va ser un director de cinema i guionista de Croàcia.
Nascut a Zagreb, Radić es va graduar tant a la Facultat d'Humanitats i Ciències Socials de la Universitat de Zagreb com a l'Acadèmia d'Art Dramàtic.
Va viure a Zagreb, es va casar dues vegades i té tres fills: dues filles i un fill.
A la dècada de 1960, Radić es va fer un nom com a director de teatre, i el seu major èxit va ser una producció escènica de Exercicis d'estil de Raymond Queneau, que ha estat contínuament al programa. de &TD Theatre de Zagreb des de 1968 fins avui.
Després es va dedicar a la televisió i va dirigir una sèrie de documentals i sèries de drama per a TV Zagreb, abans del seu primer debut al llargmetratge Živa istina el 1972. Va continuar dirigint llargmetratges i drames de televisió al llarg de les diverses dècades. Els seus llargmetratges més aclamats són Što je Iva snimila 21. listopada 2003 (2005) i Kotlovina (2011), , que van guanyar el Gran Arena Daurat a la millor pel·lícula al Festival de Cinema de Pula, el festival nacional de premis de cinema de Croàcia.
Va morir el 7 de març de 2015.

## Filmografia
- Živa istina (1972)
- Timon (1973)
- Luka (1992)
- Anđele moj dragi (1995)
- Holding (2001)
- Što je Iva snimila 21. listopada 2003 (2005)
- Tri priče o nespavanju (2008)
- Kotlovina (2011)